# Quilombo de Palmares
El Quilombo de Palmares (Quilombo dos Palmares en portuguès) va ser un territori lliure d'esclavitud situat al Brasil colonial, integrat per diversos llogarets, que va existir entre 1580 i 1710, organitzat per esclaus negres fugitius i els seus descendents, encara que també va existir mestissatge amb indígenes i minories blanques.
Va estar situat en territoris de l'actual municipi d'União dos Palmares, al nord de l'estat d'Alagoas, va ser el major dels quilombos que van existir al Brasil, durant la colonització portuguesa. Inicialment va ser dirigit per l'esclau fugitiu Ganga Zumba, i després pel seu nebot, el qual va ser conegut com Zumbi dos Palmares.
Quilombo és una paraula portuguesa d'origen africà de la llengua quimbundu que va passar a designar al Brasil els emplaçaments on vivien els esclaus fugitius que havien escapat de les plantacions i mines controlades per esclavistes portuguesos. Agrupats i sota l'organització d'un líder, podien enfrontar-se amb armes als milicians i mercenaris bandeirantes contractats pels propietaris de terres (anomenats capitães do mato, capitans de la selva) i fins i tot a tropes regulars de l'exèrcit. En el cas de Palmares, el Quilombo estava compost per diversos llogarets, algunes separades per quilòmetres de distància. No es tractava, doncs, d'un gran localitat superpoblada, sinó de diversos assentaments pròxims.

## Començament del quilombo
Els primers registres del Quilombo dos Palmares són de 1580 i donen compte de petits campaments formats per esclaus fugitius en la zona de la Serra da Barriga, un territori d'accés relativament difícil en l'oest de la capitania de Pernambuco, que els ex-esclaus feien servir per a amagar-se. Allí els esclaus escapolits van començar a formar petites comunitats autogovernades i autònomes, dedicades a l'agricultura.
Però el creixement d'aquest va començar a donar-se quan, a causa de la unió dinàstica aeque principaliter de Portugal amb els altres regnes espanyols (sota el domini de Felip II de Castella), el comerç de sucre amb els Països Baixos va ser prohibit i els neerlandesos van decidir envair el Nord-est brasiler, atacant Pernambuco des de 1630 i creant la colònia de Nova Holanda. Amb la invasió, molts esclaus van aprofitar per a fugir, mentre uns altres van rebre la promesa d'alliberament de les autoritats portugueses en cas de lluitar contra els invasors holandesos.

## Estructura i sosteniment de Palmares

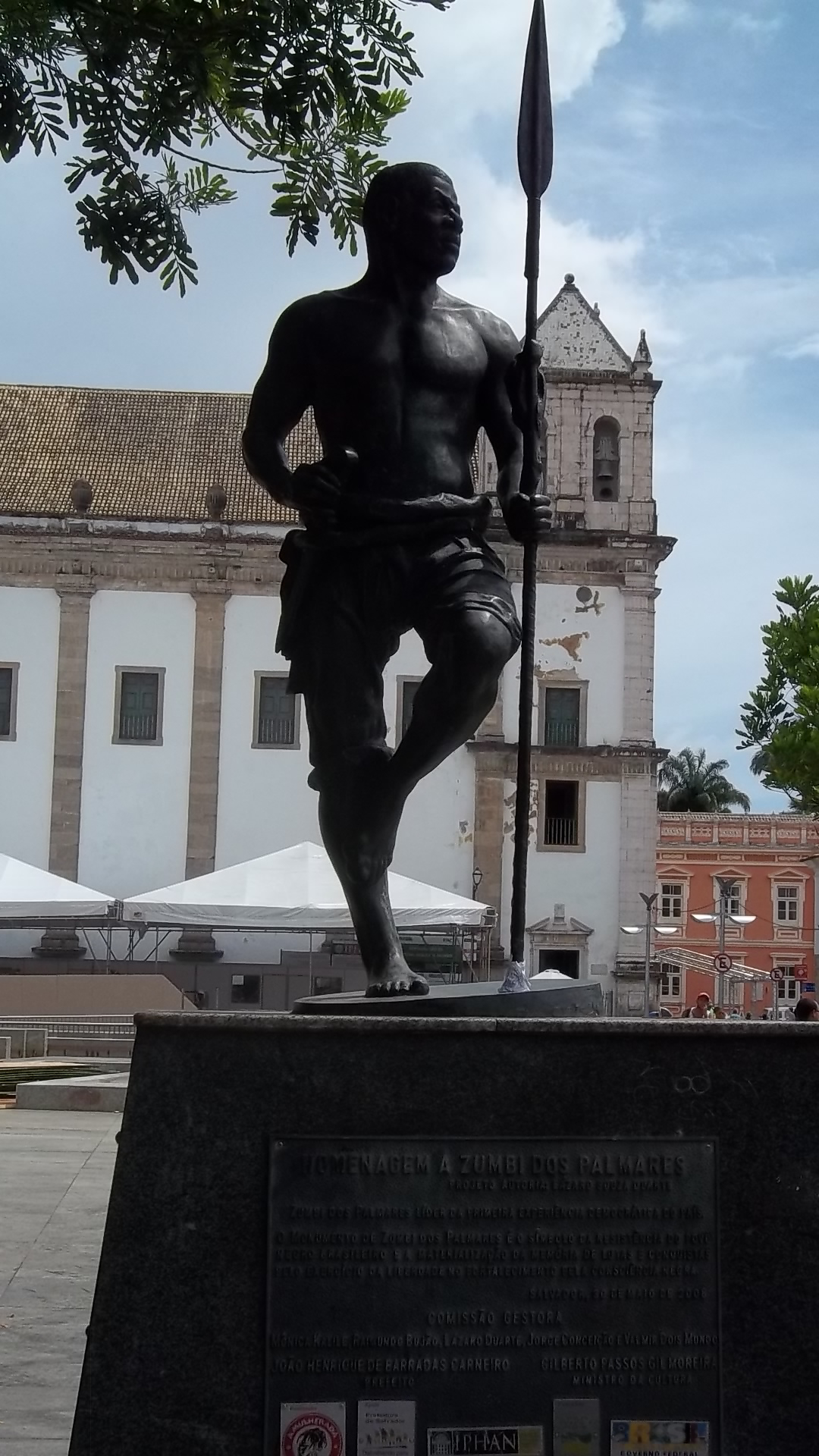
Homenatge al líder africà Zumbi dos Palmares, a Salvador.

El quilombo es va formar, al principi, com un lloc de resistència a l'invasor holandès, sota el lideratge d'alguns ex-esclaus amb certes capacitats de lideratge, fins a abastar diversos centenars d'individus. Palmares va créixer des de 1630 fins al punt d'estendre's des de Cabo de Santo Agostinho, a Pernambuco, fins al Riu São Francisco (a l'actual límit de l'Estat de Bahia, en una àrea coberta per palmes (d'on ve el nom de Palmares) amb una àrea de gairebé 600.000 quilòmetres quadrats.
Encara que hi ha una important manca de detalls sobre l'organització interna dels quilombolas (habitants d'un quilombo). Se sap que aquests van establir la seva comunitat segons les maneres i costums africanes i que el Quilombo de Palmares era format per diverses poblacions anomenades mocambos, governada cadascuna per un conjunt de caps, els qui al seu torn triaven un líder per a tota la col·lectivitat del quilombo.
Així mateix, se sap que la comunitat de Palmares no era igualitària, mantenint-se una divisió en estrats socials que privilegiava amb terres i servents als qui haguessin estat nobles o guerrers abans d'esdevenir esclaus. Inclús, s'hi trobaven esclaus robats a les fazendas que no eren alliberats pels quilombolas, sinó mantinguts en l'esclavitud al servei de les elits; la qual cosa era explicable en tant la pràctica de l'esclavitud era un costum molt comú en diverses ètnies africanes (de fet, els traficants negrers europeus obtenien esclaus a la costa oriental d'Àfrica, adquirint-los de caps locals que els havien fet presoners en combats contra altres tribus o clans).
Després de l'expulsió definitiva de la colònia de les Províncies Unides el 1654, els portuguesos van portar nous esclaus al Brasil per treballar a les plantacions de canya de sucre. Aquests, quan fugien, es refugiaven al Quilombo de Palmares. D'altra banda, el creixement demogràfic orgànic de la comunitat va veure néixer una gran quantitat de joves afrobrasilers dintre dels límits del quilombo que, per tant, mai havien conegut l'esclavitud.
Els quilombolas (habitants del quilombo) practicaven incursions a les hisendes pròximes per a alliberar esclaus d'ambdós sexes, que després es refugiaven a Palmares, i també per recollir armes emprades en la defensa dels assentaments. Conseqüentment, les incursions al quilombo de propietaris de plantacions i de tropes portugueses per recuperar esclaus es van fer freqüents. Els quilombolas van poder enfrontar-se reeixidament a aquests atacs gràcies a l'organització de la lluita basada en guerrilles i en un ampli coneixement de l'escabrosa geografia del lloc, a més de comptar amb algunes armes robades a les hisendes.

## El lideratge de Ganga Zumba

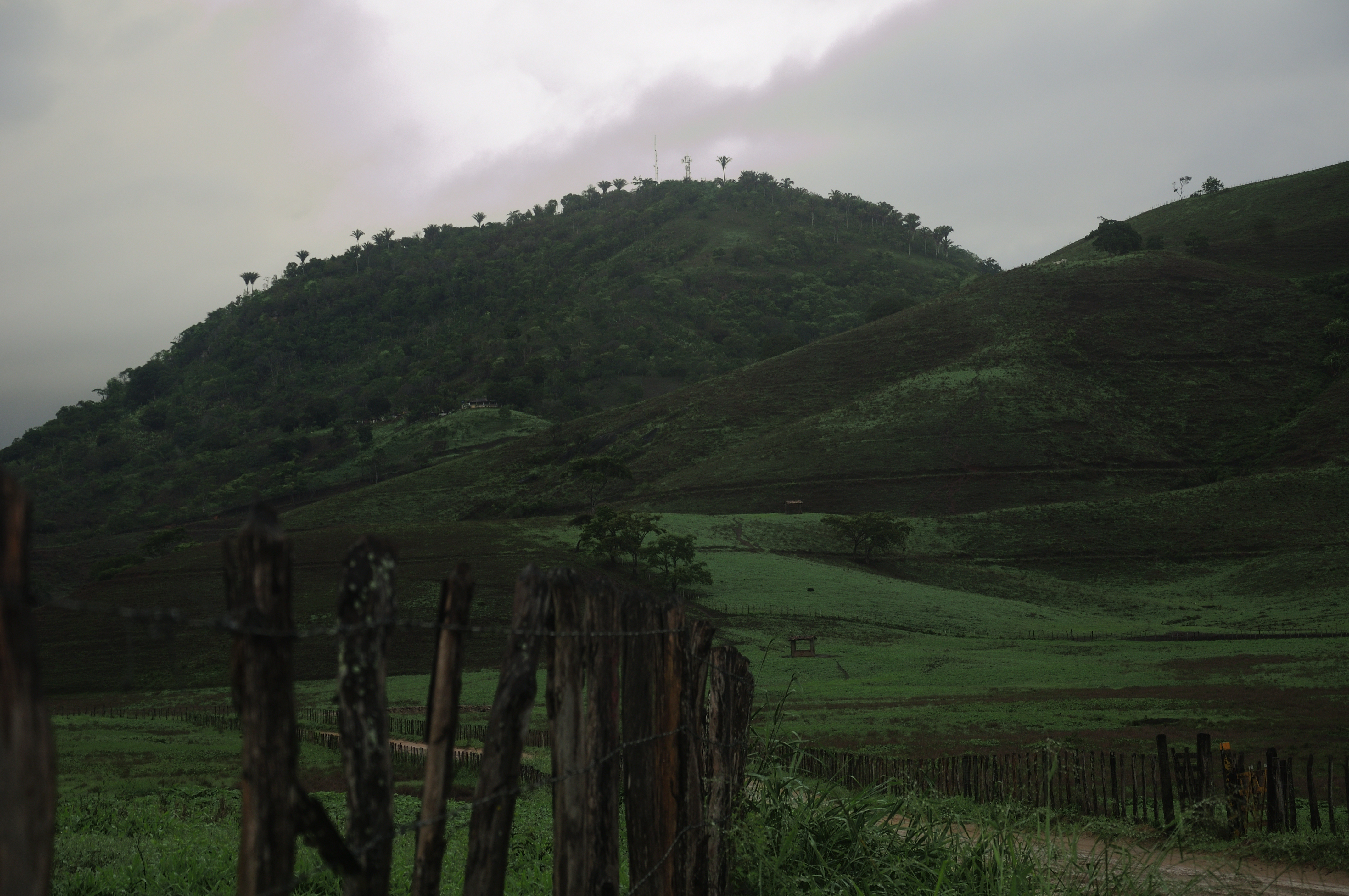
Turó de la serra da Barriga

Cap a 1670 va assumir la direcció de Palmares el famós líder Ganga Zumba, fill d'una aristòcrata de la regió africana del Congo que havia estat esclavitzada pels portuguesos a la seva terra natal. Ganga Zumba no sols va rebutjar els atacs portuguesos sinó que també va augmentar les incursions de quilombolas a hisendes de colons, com a represàlia. Sota el comandament de Ganga Zumba, Palmares havia aconseguit la major població, comptant gairebé 20.000 habitants entre negres, mestissos, alguns indis de confiança i fins i tot uns pocs blancs perseguits per l'autoritat colonial, arribant el territori a abastar la màxima extensió territorial entre el sud de l'actual Estat de Pernambuco i el nord d'Alagoas. En aquesta època, l'extensió del territori i el difícil accés per als portuguesos va permetre als exesclaus no sols dedicar-se a l'agricultura, sinó inclús practicar la ramaderia, l'artesania i el comerç a petita escala, vinculant-se amb altres assentaments portuguesos.
En aquell moment, els mocambos eren veritables llogarets fortificats, amb pesats murs de fusta custodiats per sentinelles i dividits en choupanas (cabanyes) que albergaven a la població; el principal mocambo era Macaco, on residia Ganga Zumba en una espècie de palau amb tres esposes i nombrosos servidors i administradors igual que un monarca africà, Macaco funcionava com una "capital" oficiosa del Quilombo de Palmares. Altres importants mocambos eren Amaro, Sucupira, Tabocas, Zumbi, Osenga, Acotirene, Danbrapanga, Sabalangá, Andalaquituche.
El nebot de Ganga Zumba, Zumbi dos Palmares (nascut c. 1655 a Palmares, en llibertat) va ser capturat encara jove pels portuguesos i convertit en esclau, però més tard, amb uns 15 anys d'edat, Zumbi va aconseguir fugir de nou i retornar al quilombo, on va regir un mocambo que fou denominat amb el seu mateix nom. Zumbi va destacar principalment pels seus dots de lideratge: quan el 1675 un atac portuguès va aconseguir prendre un mocambo, Zumbi va aconseguir recuperar-lo poc després amb les seves tropes, expulsant els europeus.
El 1676, el capità portuguès Fernão Carrillho va llançar una nova ofensiva contra Palmares amb prop de 500 soldades, matant a uns dos-cents quilombolas i capturant a dos fills de Ganga Zumba, però va fracassar en la seva obstinació de prendre Macaco, poblat ja per 11.000 habitants. El 1677, davant el fracàs de les noves expedicions portugueses, Carrilho i el governador de Pernambuco van oferir un tractat de pau als quilombolas, reconeixent la llibertat dels nascuts al quilombo i donant-los la possessió d'algunes terres poc fèrtils a la vall de Cucaú (en l'actual localitat pernambucana de Sirinhaém), sempre que acceptessin l'autoritat del governador portuguès.
L'oferta va provocar una gran divisió en el si del quilombo, perquè alguns quilombolas, liderats per Zumbi dos Palmares, van rebutjar l'oferiment en tant desconfiaven de sotmetre's a l'autoritat dels portuguesos, a més d'advertir que això implicava renunciar als seus costums típics ja practicats durant dècades al quilombo. No obstant això, Ganga Zumba va acceptar l'oferta dels portuguesos per a posar fi als permanents enfrontaments, i es va dirigir a Cucaú amb nombrosos seguidors, que es van establir allí a mitjan 1678 vivint en llibertat. Aquesta divisió va culminar amb l'enverinament de Ganga Zumba el 1680 per un opositor.
Cucaú va ser liderat per un germà de Zumba, Ganga Zona, també aliat dels blancs portuguesos. Aquesta situació no va posar fi al conflicte, i poc després de la mort de Ganga Zumba la majoria dels quilombolas va tornar a Palmares, acceptant el lideratge de Zumbi, en reconeixement del seu valor personal i combativitat.

## El lideratge de Zumbi

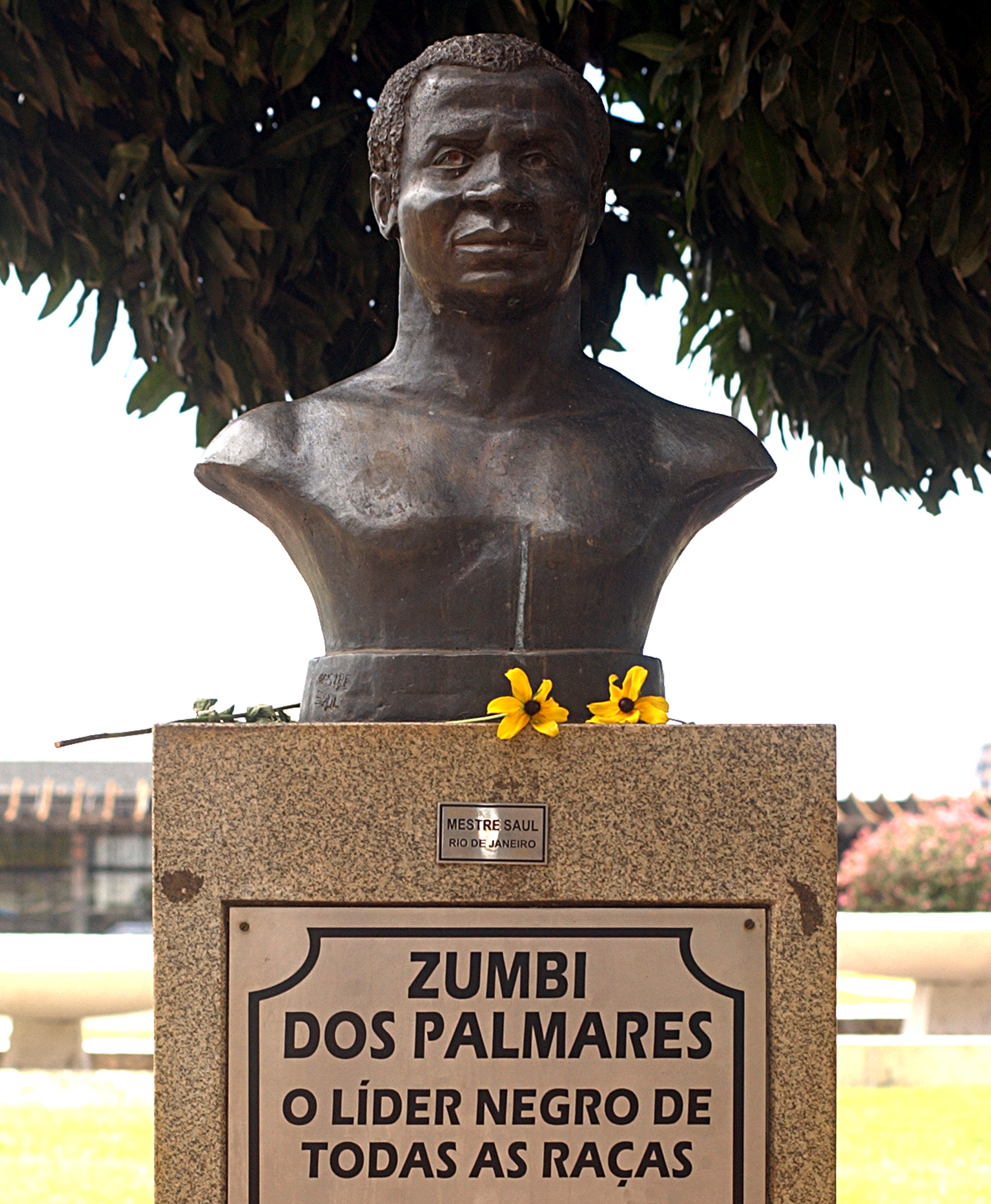
Bust de Zumbi dos Palmares. Obra de Mestre Saúl, a Brasília.

Inicialment Zumbi va substituir la tàctica defensiva de guerrilles per a una estratègia d'atacs per sorpresa constants als ingenis sucrers, robant esclaus i apoderant-se d'armes i altres materials que poguessin ser útils per la defensa de l'assentament, sent reconegut des de 1680 com a cap únic del quilombo.
Amb el temps, va desenvolupar-se un sistema d'economia cooperativa i es va establir una xarxa de comerç entre Palmares i els petits assentaments de colons europeus que es trobaven a la rodalia, de tal forma que aquests últims van arribar a arrendar terres per a plantar i canviar aliments per municions i armes amb els quilombolas. A Zumbi se li atribueix una gran intel·ligència i habilitat per a guiar al seu poble, tant en el front de batalla com en l'administració del quilombo.
La seva ruptura de l'acord de Ganga Zumba amb els portuguesos, la seva negativa a rebre missatges d'aquests i l'efecte crida que provocava la contínua fugida d'esclaus, va causar que la Corona canviés la seva tàctica i centrés els seus esforços a l'aniquilació total del quilombo.

## La fi
Després de diversos atacs relativament poc fructífers contra el Quilombo de Palmares, el governador de la Capitania de Pernambuco, Caetano de Melo e Castro, va contractar el 1693 a l'experimentat bandeirante paulista Domingos Jorge Velho i al seu capità Bernardo Vieira de Melo, per a acabar d'una vegada per totes amb l'amenaça dels esclaus fugitius a la regió, destruint el quilombo. Fins i tot un veterà soldat com Domingos Jorge Velho va tenir grans dificultats inicials per a vèncer les tàctiques dels quilombolas, més elaborades que la dels indis contra els quals havien lluitat els bandeirantes fins llavors. També va trobar problemes per a fer-se amb les simpaties dels colons i hisendats de la regió, que van sofrir algunes vegades el saqueig dels bandeirantes.
Al gener de 1694 va començar la campanya portuguesa final contra Palmares, amb una tropa formada per milícies bandeirantes molt més experimentades que les anteriors, a més que el contacte comercial dels quilombolas amb els establiments portuguesos simplificava l'obtenció d'informació sobre l'organització i defenses del quilombo. Després d'una ràpida marxa, les tropes bandeirantes atacaren directament el mocambo de Macaco, la "capital" de Palmares i, després de destruir tota resistència, els mercenaris envaeixen la localitat el 6 de febrer de 1694, destruint-la i matant o esclavitzant els quilombolas que van poder trobar. Aquell dia, els soldats van cercar la dona de Zumbi, anomenada Dandara, a la vora d'una pedrera. Dandara decidí suïcidar-se llençant-se al buit, rebutjant així tornar a una vida d'esclavitud.
Tot i el desastre, Zumbi va aconseguir fugir de Macaco i va dirigir la resistència des dels altres mocambos, els quals foren destruïts gradualment pels portuguesos al llarg de l'any 1694. El 1695 Zumbi es veu obligat a limitar les seves tàctiques a la simple lluita de guerrilles entorn d'algunes petites comunitats, però és traït per un dels seus antics companys, i mor emboscat per tropes portugueses el 20 de novembre de 1695. Zumbi va ser decapitat i el seu cap exposat com un trofeu a Recife.
La resistència dels quilombolas de Palmares va continuar després durant alguns anys, amb petits focus de guerrilla, però sense aconseguir de nou el nivell d'organització i poder que posseïa el 1694, a més amb el fet que el territori dels quilombolas supervivents es limitava a zones feréstegues. El 1710, els últims assentaments d'ex-esclaus van ser presos i destruïts completament per tropes de colons portuguesos.

## Llegat

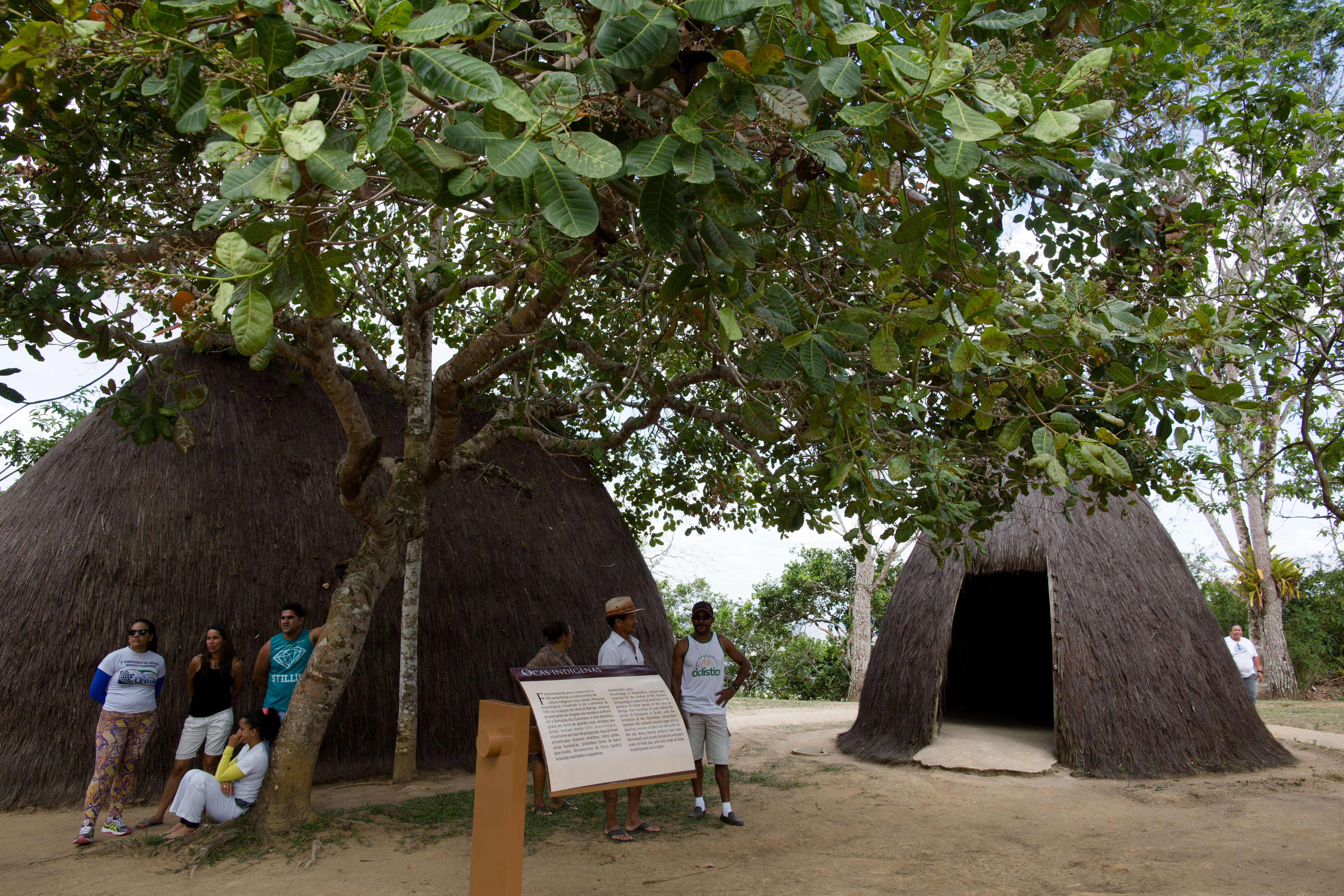
Parc Memorial Quilombo dos Palmares.

Els moviments de defensa dels drets dels afrobrasilers van treballar per mantenir viva la memòria de Zumbi i del Quilombo de Palmares. La data de la mort del líder quilombola, el 20 de novembre, va ser decretada al Brasil com el Dia de la Consciència Negra. Aquest és un dia de reflexió sobre el paper dels afrodescendents en la societat brasilera, de difusió de la seva cultura i de lluita contra la discriminació que pateixen encara avui.
Zumbi i Dandara, a més, van entrar a formar part del Llibre dels Herois i Heroïnes de la Pàtria, un memorial situat a la Plaça dels Tres Poders de Brasília.
El municipi d'União dos Palmares (Alagoas), se situa el Parc Memorial Quilombo de Palmares, en els terrenys que ocupava l'assentament original. En el parc es poden visitar recreacions de les construccions dels quilombolas i es fa un repàs a la història de l'esclavitud al Brasil i de la cultura africana.